# L'ultima dei Montezuma
L'ultima dei Montezuma (The Woman God Forgot) è un film muto del 1917 diretto e prodotto da Cecil B. DeMille, interpretato da Wallace Reid e da Geraldine Farrar.

## Trama

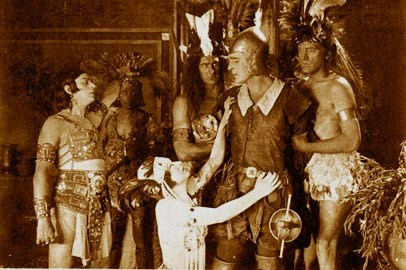
Theodore Kosloff, Charley Rogers, Geraldine Farrar e Wallace Reid (vestito da spagnolo)

Ai tempi della conquista del Messico da parte degli Spagnoli, il capitano Alvarado viene mandato da Cortez presso Montezuma. La figlia di questi si innamora di lui, prigioniero degli Aztechi nonostante sia stata promessa dal padre al guerriero Guatemoco. Quando Alvarado sta per essere sacrificato sull'altare, Tecza apre le porte della città agli spagnoli per salvarlo. Maledetta da Montezuma in punto di morte, Tecza trova rifugio nella religione di Alvarado.

## Produzione
Costato 115.420 dollari, il film venne girato dal 2 luglio 1917 al 10 agosto 1917 a Santa Monica e a Inceville, Santa Ynez Canyon.

## Distribuzione
Il film incassò 340.505 dollari. Uscì nelle sale statunitensi il 28 ottobre 1917, distribuito dalla Artcraft Pictures Corporation e dalla Paramount Pictures.

### Date di uscita
- USA	28 ottobre 1917

Alias
- The Woman God Forgot	USA (titolo originale)
- L'ultima dei Montezuma	Italia
- Les Conquérants	Francia